# Стенли Пейн
Стѐнли Джордж Пейн (на английски: Stanley George Payne, /ˈstænli dʒɔː(ɹ)dʒ ˈpeɪn/) е американски историк.
Роден е на 9 септември 1934 година в Дентън, Тексас. През 1955 година получава бакалавърска степен от Колежа „Пасифик Юниън“, през 1957 година – магистърска от Клеърмонтския следдипломен университет, а през 1960 година защитава докторат в Колумбийския университет. Преподава в Минесотския университет (1960 – 1962), Калифорнийския университет – Лос Анджелис (1962 – 1968) и Уисконсинския университет (от 1968). Работи главно в областта на най-новата история на Испания и типологичните изследвания на европейския фашизъм.